# Gènere policíac

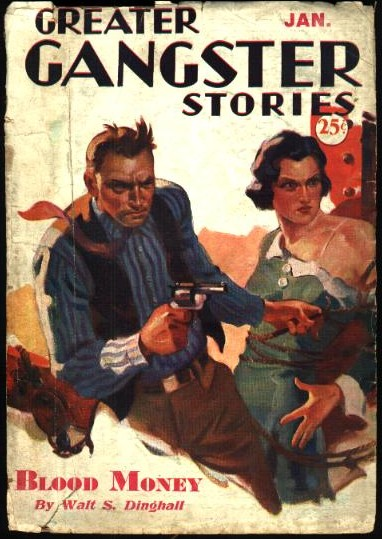
Portada de la revista estatunidenca Greater Gangster Stories (gener de 1934).

El gènere policíac és una combinació d'acció, drama i suspens que es pot presentar a la literatura, al cinema, als còmics o a la televisió. Es caracteritza per la intensitat i suspens que ha de mantenir durant la trama i perquè involucra l'espectador en la resolució del cas.

## Història del gènere policíac
Encara que l'arquetip del gènere es remunta a «Les tres pomes», a Les mil i una nits, la ficció criminal va començar a ser considerada com un gènere seriós només al voltant del 1900. La primera novel·la coneguda del gènere és «El Rector de Veilbye» per l'escriptor danès Steen Steensen Blicher, publicada el 1829. No obstant això, més coneguts són els treballs negres anteriors d'Edgar Allan Poe; per exemple, «Els crims del carrer Morgue» (1841), «El misteri de Marie Roget» (1842), i «La carta robada» (1844). L'evolució dels misteris d'habitació tancada va ser una de les referències en la història de la ficció criminal. Els misteris de Sherlock Holmes, probablement basades en C. Auguste Dupin i Monsieur Lecoq d'Emile Gaboriau, es diu que han estat particularment responsables per l'enorme popularitat d'aquest gènere. Un precursor va ser Paul Féval, la qual sèrie Les Habits Noirs (1862-67) presenta detectius de Scotland Yard i conspiracions criminals.
L'evolució dels mitjans de comunicació de masses impreses al Regne Unit i els Estats Units en la segona meitat del segle xix va ser crucial en la popularització de la novel·la policíaca i gèneres afins. Revistes literàries de varietats, com Strand, McClure, i Harper's Magazine es van convertir ràpidament en el centre de l'estructura general i la funció de la ficció popular a la societat, proporcionant un mitjà de producció massiva que va oferir publicacions barates il·lustrades, que eren bàsicament descartables.
Igual que les obres de molts altres escriptors de ficció importants del seu temps - per exemple, Wilkie Collins i Charles Dickens - les històries de Sherlock Holmes de Sir Arthur Conan Doyle van aparèixer per primera vegada en forma de sèrie a la revista mensual Strand al Regne Unit. La sèrie va atreure ràpidament un ampli públic de seguidors apassionats en ambdós costats de l'Atlàntic, i quan Doyle va matar Holmes a El problema final, la indignació del públic va ser tan gran, i les ofertes editorials per més històries van ser tan atractives, que ell a contracor va ser obligat a ressuscitar-lo.
Més tard, un conjunt de fórmules estereotipades van començar a aparèixer per satisfer els diferents gustos.

## Categories del gènere policíac
El gènere policíac es pot dividir en les següents branques:

### Ficció detectivesca
- Novel·la-enigma («qui-ho-ha-fet»)
- Misteri de l'habitació tancada
- Misteri cozy[3]